# Альберди, Хуан Баутиста
Хуа́н Баути́ста Альбе́рди (исп. Juan Bautista Alberdi; 29 августа 1810 — 19 июня 1884) — аргентинский политик, дипломат, юрист, теоретик политологии. Считается одним из самых влиятельных либеральных деятелей Аргентины своего времени, хотя большую часть жизни провёл в изгнании в Уругвае и Чили.

## Биография
Родился в городе Сан-Мигель-де-Тукуман. Его мать, имеющая аргентинское происхождение, умерла при родах, отец был богатым торговцем, имеющим баскские корни. Альберди родился в год Майской революции, которую его семья активно поддерживала. В раннем возрасте переехал с семьёй в Буэнос-Айрес, где учился в средней школе со специализацией на гуманитарных науках, но в 1824 году на время бросил учёбу из-за сильного увлечения музыкой. В дальнейшем изучал право в Кордове, закончив получение юридического образования в Монтевидео в 1840 году.
Участвовал в движении «Поколение 37», группе молодых и либерально настроенных интеллигентов, находившихся под сильным влиянием Просвещения и либеральной мысли, выступавших против режима президента Хуана Мануэля де Росаса, против которого Альберди написал несколько памфлетов. В 1838 году он отправился в добровольное изгнание и жил сначала в Монтевидео, затем в Европе, а позже в Чили, где за короткий срок написал свою знаменитую книгу «Основы и исходные положения для политической организации Аргентинской республики» (Bases para la organizacin politica de la confederacin Argentina, 1852), которая послужила основой для аргентинской конституции 1852.
Он вернулся в Аргентину лишь после того, как режим Росаса был свергнут Уркисой в 1852 году. Когда встал вопрос о принятии новой конституции страны, Альберди отправил правительству собственный её вариант, и многие его предложения в итоге были реализованы в Конституции Аргентины 1853 года.
При новом режиме Альберди стал дипломатом и служил в ряде европейских стран, но в 1862 году вновь покинул родину из-за реорганизации Аргентинской республики. Вернулся в 1878 году, но из-за разногласий с Бартоломе Митре почти сразу же эмигрировал во Францию, где и провёл последние годы жизни. Умер 18 июня 1884 в пригороде Парижа Нёйи-сюр-Сене. Его тело было возвращено в Аргентину и похоронено на кладбище Реколета в Буэнос-Айресе.